# Mouvement Gülen
Le mouvement Gülen ou confrérie Gülen (en turc : Gülen Hareketi ou Gülen Cemaati ou Hizmet, le « service ») est un mouvement interculturel et interreligieux issu du nurculuk et dirigé par l'imam turc, Fethullah Gülen. 
L'organisation s'est massivement développée dans les années 1990. Elle est constituée d'un réseau d’associations locales, d’hommes d’affaires, d’établissements scolaires (en particulier les dershane, établissements scolaires privés de soutien scolaire ou de préparation aux concours de l’enseignement secondaire et supérieur), de titres de presse, de maisons d'édition, de radio, de banques etc.

## Historique
Dans les années 1970 et 1980, Fetullah Gülen crée son propre réseau en Turquie. Dans les années 1980, la libéralisation de l'économie lui permet de développer son premier réseau d'établissements scolaires et de pénétrer les médias. Le mouvement Gülen se distingue par son rapport décomplexé avec l'argent et le capital, à l'inverse d'autres mouvements religieux islamiques.
À partir des années 1980, le Gülen infiltre l'armée turque garante de la laïcité. L'état-major procède à plusieurs arrestations dans des écoles militaires, mais l'accession de l'AKP au pouvoir a pour conséquence de faire cesser ces purges et de permettre l'avancement des officiers liés au Gülen. Durant des années, les concours d'entrée aux écoles militaires sont truqués, les membres du mouvement Gülen ayant connaissance des sujets à l'avance.

### Alliance avec Recep Tayyip Erdoğan
Le mouvement prospère pendant la première décennie de pouvoir de l'AKP et marque jusqu'en 2002 l'alliance avec le fondateur de l'AKP, Recep Tayyip Erdoğan. Celui-ci fait alors massivement appel à des cadres gülénistes pour remplacer les fonctionnaires kémalistes dans des secteurs tels que la police ou la justice, mais aussi l'armée, où des postes d’officiers ont été libérés à la suite de grand procès menés sur la base de preuves parfois fabriquées. Des triches massives sont organisées au profit des gülenistes dans les concours de recrutement des diplomates.
Fin 2013, Recep Tayyip Erdoğan, conscient du poids que représente le Gülen, amnistie les généraux laïques et se retourne contre la confrérie. En décembre 2013, des proches du Premier ministre Erdoğan sont impliqués dans une affaire de détournement de fonds publics. Erdoğan accuse alors le mouvement Gülen et ses disciples d'avoir fomenté un « coup judiciaire » contre lui et ses proches.

### Répression
À la suite de la tentative de coup d'État de 2016 en Turquie, le président Erdoğan oriente fortement la répression contre le mouvement Gülen, qu'il nomme Fetö, en l'accusant d'être derrière cette tentative de coup d'État, ce que Fetullah Gülen a nié. La proximité notoire du Hizmet avec certains services américains renforce encore cette suspicion. La purge contre Fetö qui s'est étendue le 20 juillet 2016 au système éducatif turc atteint particulièrement le mouvement Gülen, en fermant les nombreuses écoles privées dont il dispose, et en écartant les nombreux enseignants qui avaient profité des places dont avaient été chassés les kémalistes laïcs. Le mouvement est touché par une nouvelle vague de purges en avril 2017 : des opérations de police sont lancées simultanément dans 81 provinces et aboutissent à l'arrestation de plus d'un millier de sympathisants présumés de Gülen ; le même jour, plus de 9 000 policiers accusés de contacts avec le réseau sont suspendus et arrêtés.
En plus de la Turquie, la Chypre du Nord (turque), le Pakistan, le Conseil de coopération du Golfe et l'Organisation de la coopération islamique ont aussi placé le mouvement Gülen sur leur liste d'organisations terroristes,. Les services secrets turcs procèdent aux enlèvements de plus de 80 membres de la confrérie dans 18 pays.
La dénomination Fetö (Fethullahist terror organization) désigne le mouvement Hizmet comme terroriste en Turquie et dans plusieurs pays alliés. De source gouvernementale, au printemps 2019, environ 77 000 personnes accusées d'appartenir au réseau sont en prison (dont 17 000 femmes et 750 enfants), 240 000 devaient être traduites en justice et 150 000 fonctionnaires avaient perdu leur emploi. Plusieurs dizaines de milliers de personnes se sont également exilées en Europe. 

## Discours et orientations politiques
Située dans un islam sunnite modéré et empreinte des préceptes de la confrérie soufie naqshbandiyya, l'idéologie du mouvement s'inspire des travaux théologiques de Saïd Nursî (1878-1960), un néo-soufi kurde, qui prône une spiritualité ayant pour vecteur des écoles et non pas des lieux de culte. Le mouvement Gülen prône « l’engagement social de ses membres au « service » de l’humanité ». Hizmet (le « service ») qualifie autant le réseau que ses activités. Empreint de discours nationalistes turcs lors de sa fondation, le mouvement Gülen abandonnera ces positions à mesure de son extension à l'extérieur de la Turquie. Le mouvement est qualifié d'islamiste, prosélyte et de conservateur par certains universitaires, et de non-prosélyte et d'apolitique par d'autres .
Depuis sa rupture avec Erdogan, le réseau est moins hostile à la gauche, avec laquelle il semble prêt à coopérer contre le régime. Il reste cependant très hostile aux revendications kurdes.

## Organisation
Le réseau güleniste est basé par plusieurs réseaux, actifs en Turquie et en dehors, :
- des associations ;
- des hommes d'affaires expatriés (en particulier ceux relevant du TUSKON, la confédération des hommes d'affaires et des industriels de Turquie, et de la Fondation des journalistes et écrivains de Turquie[1]);
- des établissements scolaires.

Les réseaux ne sont pas organisés sous un mode opérationnel ou hiérarchique. Il n'existe pas non plus d'affiliation formelle des membres du mouvement Gülen, mais il est possible de distinguer deux profils :
- des « dévôts » vivant selon les préceptes nurcu et réalisant des missions relevant du prosélytisme, comme les enseignants turcs envoyés dans des établissements scolaires à l'étranger[15] ;
- des « consommateurs » de produits et de prestations du mouvement (éducation, soutien du réseau dans les affaires financières et commerciales), parmi lesquels les élèves d'établissements scolaires qui n'ont souvent pas même conscience du caractère güleniste de l'établissement qu'ils fréquentent[15],[16].

### Médias
Jusqu'à sa mise sous tutelle judiciaire en 2016, le quotidien Zaman est considéré comme le principal média güleniste en Turquie.

### Écoles
Le mouvement Gülen est caractérisé par un important réseau d'établissements scolaires en Turquie et sur le continent africain. Le premier réseau est constitué de dershaneler, des écoles privées dispensant des cours du soir pour préparer aux concours d'entrée à l'université et à la fonction publique. Dans les années 1990, peu de temps après la dissolution de l'Union soviétique, des écoles gülenistes ouvrent dans l'espace turcophone de l'Asie centrale. Dans les années 2000, des établissements sont ouverts en Asie et en Amérique du Nord. Ce réseau turcophone d'établissements scolaires est devenu le principal prestataire de langue turque en dehors de la Turquie, en préparant par ailleurs la plupart des candidats aux olympiades de la langue turque.

#### Établissements en Asie centrale et en Europe balkanique
Les ex-républiques soviétiques musulmanes et/ou de culture türk et les ex-états socialistes d'Europe de l'Est constituent un nouvel espace d'expansion, première vague de décloisonnement du mouvement Gülen. Partageant un héritage ottoman ou turco-islamique, ces régions sont sensibles au discours güleniste qui associe à une éthique religieuse une ouverture au capitalisme.

#### Établissements en Afrique
Inexistantes jusqu'au début des années 2000, les relations diplomatiques entre la Turquie et les pays du continent africain ont largement bénéficié des réseaux gülenistes pour se développer. Profitant de l'endettement de pays africains - en particulier de l'Afrique subsaharienne -, de l'insuffisance de l'offre éducative publique et d'une demande croissante de nouvelles classes aisées, le mouvement Gülen développe un réseau d'établissements scolaires privés, réservés à une élite,. Ce réseau, qui fut pendant plusieurs années une vitrine de la Turquie dans un espace où elle n'était pas présente, est mis en danger depuis que Recep Tayyip Erdoğan a cessé la coopération avec les réseaux gülenistes en 2013,.

### Présence en Europe
Le mouvement Gülen entretenait de bons rapports avec plusieurs think tanks européens.
En France, le réseau organisait chaque année un diner dans l'enceinte de l'Assemblée nationale. L'université de Louvain (Belgique) comprend une Fethullah Gülen Chair for Intercultural Studies.
Les responsables de l'organisation vivant en Europe sont menacés par le régime de Recep Tayyip Erdoğan. La presse turque publie des photos de l'immeuble où ils vivent.

### Soutiens financiers
L'association d'industriels du mouvement, la Turkish Confederation of Businessmen and Industrialists, finançait la tenue de conférences en partenariat avec des think tanks européens établis à Bruxelles.